# Gudme
| QS Vor- und Frühgeschichte | Dieser Artikel wurde aufgrund von inhaltlichen Mängeln auf der Qualitätssicherungsseite des WikiProjekts Vor- und Frühgeschichte eingetragen. Dies geschieht, um die Qualität der Artikel aus diesem Themengebiet auf ein akzeptables Niveau zu bringen. Bitte hilf mit, die inhaltlichen Mängel dieses Artikels zu beseitigen, und beteilige dich bitte an der Diskussion! |  |

Gudme ist ein kleiner Ort im Südosten der dänischen Insel Fünen etwa 10 km nordöstlich von Svendborg. Der Ort gehört zur Kirchspielsgemeinde (dän.: Sogn) Gudme Sogn, die ursprünglich zur Harde Gudme Herred im Svendborg Amt gehörte. Ab 1970 war Gudme Zentrum der Gudme Kommune im Fyns Amt, die im Zuge der  Kommunalreform zum 1. Januar 2007 in der Svendborg Kommune in der Region Syddanmark aufgegangen ist. Am 1. Januar 2023 wohnten in Gudme 902 Einwohner.
Bedeutung hat der Ort vor allem durch die zahlreichen archäologischen Funde aus der Eisenzeit, darunter mehr als fünfzig Hortfunde.

## Name
Der Name bedeutet Götterheim. Er verweist auf ein Heiligtum und ist auch an einigen anderen Orten des Nordens erhalten, so auf Bornholm als Gudhjem und in Schweden als Gudhem in der Nähe von Falköping oder als Gudsø (Göttersee) bei Kolding. Ähnlich bedeutungsvolle Name wie Albjerg (eingehegtes Heiligtum), Galbjerg (Opferberg), Gudbjerg, Gudbjerglund (Götterberghain) oder Ravlunda (Bernsteinhain) deuten auf ein geistliches Zentrum am heute weitgehend verlandeten Gudme Sø (Gudmesee).
Die Äcker wurden mit Gerste und Hanf bestellt. Am Südrand des Ortes wurde 1993 die so genannte „Gudme Kongehal“ (Königshalle) ausgegraben. Sie besteht aus zwei großen Hallenbauten, von denen nur die Pfostenlöcher lokalisiert werden konnten. Die größere Halle war 47 Meter lang und acht Meter breit. Einige Pfosten waren 50 cm stark. Die Standorte der Pfosten wurden markiert und so sind die Hallenumrisse von einer Aussichtsplattform aus deutlich zu erkennen. In der kleineren Halle wurde eine silberne Maske gefunden. Mit den nahezu zeitgleiche Entdeckungen der Halle in Gudme und im norwegischen Borg begann Ende der 1980er Jahre die skandinavische Zentralplatz-Forschung. Es wurden z. B. Hallen in Helgö, Slöinge und Uppåkra in Schweden, Borre und Forsand in Norwegen und Tissø in Dänemark ausgegraben. Dies führte zur Untersuchung nachweisbarer „Fürstensitze“ (z. B. Alt-Uppsala) in der Hoffnung, auch dort Hallen belegen zu können. Während in Dänemark 2003 insgesamt 40 Hallen- bzw. Zentralplätze bekannt waren, waren es zehn Jahre zuvor erst zwölf.

## Geschichte
Die Umgebung von Gudme ist die am besten erkundete Lokalität der dänischen Eisenzeit. Insbesondere Gold- und Silberfunde – insgesamt mehr als 10 kg – haben die Aufmerksamkeit auf sich gezogen, aber es ist das Gesamtbild, das Gudme einzigartig macht. Hier liegen die größte und reichste Siedlung, das größte Gebäude, der größte Friedhof (Møllegårdsmarken), der älteste und größte Handelsplatz (Gammel Lundeborg). Um Gudme gibt es die meisten theophoren Ortsnamen und hier wurden die meisten Lesefunde gemacht.

### Schatzfunde
Von den 50 Goldschätzen aus der späten Eisenzeit in Dänemark wurden mehrere um Gudme gefunden. Archäologische Ausgrabungen haben in den letzten 25 Jahren gezeigt, dass viele der Gold- und Silberschätze ursprünglich in landwirtschaftlichen Gebäuden platziert waren. Entdeckung von Abfällen und Schrott zeigen, dass hier Gold- und Silberwerkstätten lagen. Auf einem der Höfe wurden zwei Schätze entdeckt, die nahe den Holzpfosten begraben waren. Einer war ein eindrucksvoller Brakteatenschatz, der andere ein Bündel von Goldhalsringen und ein Stück Goldspirale. An anderer Stelle wurden römische Silbermünzen, Silber- und Bronzeschrott und Bruchstücke römischer Statuen gefunden. Der Kontakt und der Handel mit dem Römischen Reich waren die Quelle von Gudmes Wohlstand. Aufgrund einer sozialgeschichtlichen Analyse muss dem im archäologischen Gesamtzusammenhang dieser Zeit lange für singulär gehaltenen Ort Gudme/Lundeborg ein Einflussbereich zugestanden werden, der sich über etwa 1100 km² auf Fünen erstreckte.
In der Gegend von Gudme wurde 1833 unter Leitung des Gutsherrn des nahen Guts Broholm, Frederik Sehested, der erste Teil des Goldfundes von Broholm gehoben, der letzte folgte 1991. Er enthielt insgesamt etwa 10 kg Gold. Bei Lundeborg wurden unter anderem Figürchen aus Goldblech gefunden. Kleine männliche Figuren und Männermasken sind eine häufige Erscheinung in der Gegend um Gudme.
Die Depotfunde um Gudme stammen aus der Zeit von 200 bis 550 n. Chr. In dieser Zeitspanne, die auch das Goldzeitalter genannt wird, bestand die dritte Phase von Burg Eketorp auf Öland, im Illerup Ådal wurden Waffenopfer deponiert und in der Südhälfte Europas erfolgte die Völkerwanderung. Ähnlich prosperierende Zentren bestanden zeitgleich oder zeitnah in Helgö und Alt-Uppsala sowie in Schonen und auf Gotland. Gudme/Gammel Lundeborg stellt nach heutigem Forschungsstand das herausragende süddänische Machtzentrum im Zeitraum vom dritten bis zum sechsten Jahrhundert dar, das an die Stelle von Himlingøje mit einem Zenit im frühen dritten Jahrhundert trat.

#### Gudme aus Sicht der Brakteaten-Forschung
Durch die Erforschung der goldenen Götterbildamulette lassen sich nach Karl Hauck (1916–2007) für die Funktion des fünischen Reichtumszentrums im Raum Gudme drei Hauptthesen aufstellen:
1. Die Dominanz von Götterfürsten in der Bildüberlieferung erklärt sich letztlich aus der Rolle als Königsgottheit, wie sie noch während der Völkerwanderungszeit existiert. In Gudmes Götterbildamuletten finden sich Entsprechungen zwischen den Herrschaftszeichen des höchsten Gottes und der seiner königlichen Verehrer als villa regalis.
2. Die thematisch verwandte und modelgleiche Ikonographie erhellt die Beziehungen zwischen Gudme und Odense. Der Hauptgott des Heiligtums am Gudme-See war Odin, dessen Namen in der Bezeichnung des Ortes in Mittelfünen, mit seinem überregionalen Heiligtum, fortdauert.
3. Die Hegemonie der Könige von Gudme beruhte nicht nur auf dem bemerkenswerten Reichtum durch den Zugang zu wichtige Naturhäfen oder durch ihre sakrale Funktion, sondern auch auf dem Verfallen des weströmischen Kaisertums.

#### Gräberfeld
Zwischen Gudme und Lundborg wurde Møllegårdsmarken, das größte Gräberfeld Dänemarks, aus der „germanischen Eisenzeit“  entdeckt. Es enthielt über 2.200 Urnen- und Brandschüttungsgräber, in denen nahezu keine Waffen als Grabbeigabe gefunden wurden. Im Gegensatz dazu steht das nahe gelegene Gräberfeld von Brudager.

#### Kontext im Süden
Siedlungsarchäologische Untersuchungen im Bereich der norddeutschen Küste konnten nur vereinzelt Hinweise auf eisen- und völkerwanderungszeitliche Zentralplätze und Märkte anzeigen. Im Gegensatz zu den südskandinavischen Zentren, brechen sie ausnahmslos zu Beginn oder in der Mitte des 6. Jahrhunderts ab.
Darüber hinaus machte der Platz mit einer Runeninschrift auf sich aufmerksam.

## Söhne und Töchter der Stadt
- Lasse Kjær Møller (1996–), Handballspieler
- Hilda Sehested (1858–1936), Pianistin und Komponistin
- Knud Sehested (1850–1908), Politiker
- Thyra Sehested (1840–1923), Historikerin